# خيران (المخادر)

تعديل مصدري - تعديل

خيران هي إحدى قرى عزلة الشرف بمديرية المخادر التابعة لمحافظة إب، بلغ تعداد سكانها 144 نسمة حسب تعداد اليمن لعام 2004.